# Ткаченко Олександр Миколайович (військовик)
Олекса́ндр Микола́йович Ткаче́нко (* 1988) — сержант поліції; учасник російсько-української війни. Призер Ігор нескорених-2017.

## З життєпису
Учасник російсько-української війни; зазнав поранення потилиці і шиї, коли стояв на блокпосту під Дебальцевим. Після фронту здолав добір до нової поліції.
2017 року здобув «срібло» на дистанції 400 метрів на «Іграх нескорених»-2017.
Станом на 2021 рік — інспектор управління КОРД у Чернігові.

## Нагороди
- Орден «За заслуги» III ступеня[2]